# Midway Arcade Treasures 3
Midway Arcade Treasures 3 é um jogo eletrônico contendo uma coleção de jogos de corrida desenvolvido pela Backbone Entertainment e publicado pela Midway Games em 2005 para os consoles Nintendo GameCube, PlayStation 2 e Xbox.
Os oito jogos inclusos na coleção são Badlands (1989), Offroad Thunder (1999), Race Drivin' (1990), San Francisco Rush: The Rock (1997), S.T.U.N. Runner (1989), Super Off Road (1989), Hydro Thunder (Dreamcast, 1999), San Francisco Rush 2049 (Dreamcast, 2000).